# 小石积属
小石积属（Ostteomeles Lindl）為植物界之一植物屬，是分佈於亞洲的灌木。該植物於植物分類表上，歸於被子植物門（Angiospermae）薔薇亞綱（Rosidae）蘋果亞科（Pomoideae），同科者尚有木瓜屬（Chaenomeles Lindl）、梨屬（Pyrus L.）等等。